# Fujiwara no Uona
Fujiwara no Uona est un nom japonais traditionnel ; le nom de famille (ou le nom d'école), Fujiwara no, précède donc le prénom (ou le nom d'artiste).
Fujiwara no Uona (藤原 魚名), (721 – 31 août 783) est un membre du clan Fujiwara et occupe la position de sadaijin « Ministre de gauche » auprès de l'ancienne cour impériale japonaise. Il est le fils de  Fujiwara no Fusasaki (681–737).
Les noms japonais issus de Fujiwara no Uona sont « Kondō », « Shindō », « Mutō », « Bitō ». Plus nombreux encore sont les « Satō », « Gotō », « Katō » « Saitō ». S'y ajoutent les « Hayashi », « Togashi », « Takeda », « Kawai », « Inazu », « Yuuki », « Matsuda », « Sano », « Hatano ».
Fujiwara no Fujinari est un de ses fils.

## Source de la traduction
- (en) Cet article est partiellement ou en totalité issu de l’article de Wikipédia en anglais intitulé « Fujiwara no Uona » (voir la liste des auteurs).